# Cryodraco atkinsoni
Cryodraco atkinsoni (Regan, 1914) è una specie batidemersale di pesci marini con pinne raggiate appartenente alla famiglia dei Channichthyidae, i pesci coccodrillo del ghiaccio. È endemico delle acque della parte orientale dell'Oceano Antartico.

## Tassonomia
Cryodraco atkinsoni fu descritto formalmente per la prima volta nel 1914 dall'ittiologo inglese Charles Tate Regan con la località tipo indicata come il Mare di Ross nell'Oceano Antartico dove era stato raccolto dalla spedizione Terra Nova. Alcune autorità trattano questo taxon come sinonimo di C. antarcticus. Tuttavia, recenti analisi morfologiche e molecolari hanno scoperto che questa specie è una specie distinta da C. anatarcticus. Il nome specifico onora Edward Leicester Atkinson che era il chirurgo della spedizione Terra Nova.

## Descrizione
Cryodraco atkinsoni ha fino a 10 barre scure su ciascun lato del corpo con macchie scure presenti sulla testa e si distingue dal congenere Cryodraco antarcticus essendo molto più piccolo avendo una lunghezza totale massima di 29,3 cm (11,5 pollici) rispetto alla lunghezza totale massima di 39,3 cm (15,5 pollici). La prima pinna dorsale è nerastra e le pinne pelviche di colore scuro sono allungate.  Le pinne dorsali contengono 3 spine e 42 raggi molli mentre la pinna anale ha 46 raggi molli.

## Distribuzione, habitat e biologia
Cryodraco atkinsoni si trova nell'Oceano Antartico dove è confinato nelle acque dell'Antartico orientale.  È una specie batidemersale che si trova fino a 296 m di profondità (971 piedi). Questa specie predatrice si nutre di pesci e krill.